# Nora Tschirner
Nora Marie Tschirner, född 12 juni 1981 i Östberlin, dåvarande Östtyskland, är en tysk skådespelerska, musiker och programledare. 
Tschirner växte upp i Pankow och engagerade sig i olika teatergrupper under gymnasietiden. 2001 blev hon programledare på MTV Germany. Hennes skådespelarkarriär som vuxen började med en biroll i Wie Feuer und Flamme (2001) och i ARD-serien Sternenfänger (2002). Hon har återkommande spelat i tyska TV-serier. 2007 spelade hon mot Til Schweiger i komedin Keinohrhasen som blev en stor framgång. 2013 började hon spela rollen som kommissarien Kira Dorn i Tatort Weimar. Hon spelar gitarr och andra instrument i bandet Prag.

## Filmografi (urval)
- 2007 – Keinohrhasen
- 2009 – Zweiohrküken
- 2014 – Tatort (TV-serie)